# Mario Morales (actor)
Mario Morales Mélida (Madrid, 1931-Ibidem, 14 de marzo de 2008) fue un actor y productor de cine español, que participó básicamente en roles secundarios en una setentena películas a lo largo de su carrera cinematográfica, iniciada a mediados de la década de 1950 y finalizada a finales de la década de 1970, aunque formó parte del reparto de un par de filmes en la década de 1990.
Su posterior faceta como productor fue menos fecunda, abarcando una decena de títulos entre 1972 y 1980.

## Filmografía completa (como actor)
- María Antonia (La Caramba) (1951)
- Cabaret (1953)
- Embajadores en el infierno (1956)
- Manolo, guardia urbano (1956)
- Suspenso en comunismo (1956)
- Un traje blanco (1956)
- La espera (1956)
- El cantor de México (1957)
- La estrella de África (1957)
- Fulano y Mengano (1957)
- Mensajeros de paz (1957)
- Historias de Madrid (1958)
- Las chicas de la Cruz Roja (1958)
- ¡Viva lo imposible! (1958)
- Los clarines del miedo (1958)
- Los últimos días de Pompeya (1959)
- Salto a la gloria (1959)
- Las locuras de Bárbara (1959)
- El día de los enamorados (1959)
- La novia de Juan Lucero (1959)
- Mi último tango (1960)
- ¿Dónde vas triste de ti? (1960)
- Mi calle (1960)
- La rana verde (1960)
- Pecado de amor (1961)
- Ella y los veteranos (1961)
- Alma aragonesa (1961)
- Terror en la noche (1962)
- Vuelve San Valentín (1962)
- El conde Sandorf (1963)
- Los conquistadores del Pacífico (1963)
- Plaza de Oriente (1963)
- Como dos gotas de agua (1963)
- Minnesota Clay (1964)
- Tengo 17 años (1964)
- Alerte a Gibraltar (1964)
- La boda (1964)
- Rueda de sospechosos (1964)
- Júrame (1964)
- Terror en el espacio (1965)
- Aventuras del Oeste (1965)
- Frente al amor y a la muerte (1966)
- La muerte viaja en baul (1966)
- Dos pistolas gemelas (1966)
- Abajo espera la muerte (1966)
- Cervantes (1967)
- Operación cabaretera (1967)
- 40 grados a la sombra (1967)
- Aquí mando yo (1967)
- Dos hombres van a morir (1967)
- Uno a uno sin piedad (1968)
- Cuidado con las señoras (1968)
- Operación Mata Hari (1968)
- ¡Cómo está el servicio! (1968)
- Verde doncella (1968)
- Los pistoleros de Paso Bravo (1969)
- Objetivo Bi-ki-ni (1969)
- Cuatro noches de boda (1969)
- Garringo (1970)
- Chicas de club (1970)
- El hombre que se quiso matar (1970)
- El ojo del huracán (1971)
- Homicidio al límite de la ley (1971)
- El sol bajo la tierra (1971)
- L'eredità dello zio buonanima (1974)
- Tanata (1974)
- Encuentro de valientes (1991)
- Kyoko (1996)

## Filmografía completa (como productor)
- Orgullosos y malditos (1972)
- El segundo poder (1976)
- La última bandera (1977)
- Bermudas: la cueva de los tiburones (1978)
- La mujer de la tierra caliente (1978)
- Paco, el seguro (1979)
- Una chica llamada Marilyne (1980)
- ¡Qué verde era mi duque! (1980)